# Саутпорт (Мен)
Саутпорт (англ. Southport) — місто (англ. town) в США, в окрузі Лінкольн штату Мен. Населення — 622 особи (2020).

## Демографія
Згідно з переписом 2010 року, у місті мешкало 606 осіб у 316 домогосподарствах у складі 195 родин. Було 1051 помешкання
Расовий склад населення:
| - 96,5 % — білих - 1,3 % — азіатів - 0,3 % — чорних або афроамериканців - 0,2 % — корінних американців |

До двох чи більше рас належало 1,7 %. Частка іспаномовних становила 0,2 % від усіх жителів.
За віковим діапазоном населення розподілялося таким чином: 12,0 % — особи молодші 18 років, 51,0 % — особи у віці 18—64 років, 37,0 % — особи у віці 65 років та старші. Медіана віку мешканця становила 60,1 року. На 100 осіб жіночої статі у місті припадало 94,2 чоловіків;  на 100 жінок у віці від 18 років та старших — 94,5 чоловіків також старших 18 років.
Середній дохід на одне домашнє господарство  становив 75 173 долари США (медіана — 50 074), а середній дохід на одну сім'ю — 98 448 доларів (медіана — 69 286). Медіана доходів становила 48 056 доларів для чоловіків та 43 125 доларів для жінок. За межею бідності перебувало 10,8 % осіб, у тому числі 28,0 % дітей у віці до 18 років та 6,2 % осіб у віці 65 років та старших.
Цивільне працевлаштоване населення становило 243 особи. Основні галузі зайнятості: мистецтво, розваги та відпочинок — 18,9 %, освіта, охорона здоров'я та соціальна допомога — 16,0 %, науковці, спеціалісти, менеджери — 11,1 %, сільське господарство, лісництво, риболовля — 11,1 %.